# Івангородська сотня (Ніжинський полк)
Івангородська сотня — адміністративно-територіальна і військова одиниця Ніжинського полку Гетьманщини. Створена 1648 року у складі Чернігівського полку. Центр сотні — містечко Івангород (нині - село Іченського району Чернігівської області). 

## Історія
Сотня створена відразу після початку національно-визвольної війни під проводом Богдана Хмельницького - 1648. Входила короткий час до Чернігівського та Борзнянського полку (1649). Юридично оформлена Зборівським договором 16 жовтня 1649 у складі Чернігівського полку. 1653 вже була у складі Ніжинського полку. До 1782 територія сотні незмінно перебуває в складі Ніжинського полку. 
Всього відомо 17 івангородських сотників, при чому двоє сформували сотенну династію - Лучченки (Лученки) та Малюги. Їх нащадки та родичі отримали землі у Голінській сотні сусіднього Прилуцького полку.  
Після анексії Гетьманщини з боку Російської імперії - центр Івангородської волості. Значна кількість мешканців сотні зберегла статус станового козака до 1921 року і взяла участь в українській національно-визвольній боротьбі у складі Армії УНР та військ Гетьмана Павла Скоропадського. Династії івангородських козаків майже повністю винищені російсько-більшовицьким режимом шляхом Голодомору та примусових мобілізацій до сталінського війська під час Другої світової війни. 

## Керівництво

### Сотники
- Дорошенко Ониско (?-1649-1651-?),
- Радиминський Лесько (?-1654-?),
- (можливо, Оринка Іван),
- Билдич Федір,
- Малюга Федір Степанович (?-1669.03.-1670-?),
- Іванович Демко (?-1672-?),
- Малюга Федір Степанович (?-1676.02.-1697.05.-?),
- Лучченко Василь Дмитрович (1701.16.04.-?),
- Лучченко Дмитро Стефанович (?-1705.04.-?),
- Лучченко Василь Дмитрович (1715.2.06.-1725-?),
- Леонтійович Гнат (1719, наказний.),
- Борсук Матвій (1725, наказний),
- Безпалий Андрій (1728-1736.08.-?),
- Лучченко Василь Дмитрович (1734, 1735, наказний),
- Кониський Матвій Григорович (1737-1759),
- Романенко Андрій (1738, наказний),
- Григоровський Іван (1766-1779),
- Забіла Іван Карпович (21 квітня 1779 - 14 червня 1782).

### Сотенні отамани
- Гонтаренко Данило (?-1682.07.-?),
- Білошенко Степан (?-1693-1694-?),
- Рибка Тиміш (?-1705.06.-?),
- Леонтійович Гнат (?-1719-?),
- Кривоніс Пилип (?-1721-?),
- Гладкий Яків (?-1725-?),
- Давидович Антін (?-1736-1746-?),
- Давидович Іван (1738),
- Струков Іван (?-1749-1769-?),
- Апостольський Федір.

### Сотенні писарі
- Курганський Микола (?-1721-?),
- Козаченко Іван (?-1732-?),
- Малюга Сава (?-1736-1738-?),
- Сандаровський Федір (?-1746-?),
- Апостольський Федір (?-1769-?),
- Клименко Гаврило (1766-1782).

### Сотенні осавули
- Юрійович Василь (?-1654-?),
- Поганяйло Пархом (?-1654-?),
- Мітла Федір (?-1736-1737-?),
- Сивтак Федір (?-1738-?),
- Малюга (?-1746-?),
- Пайдетов Семен (?-1769-?).

### Сотенні хорунжі
- Белмачевський Михайло (?-1654-?),
- Россошка Іван (?-1737-?),
- Малюга Дмитро (?-1736-1759),
- Малюга Іван (1759.25.09.-1773),
- Бібик Іван.

## Населені пункти
- Біловежі, містечко;
- Більмачівка, село;
- Іван Город, містечко;
- Колчинівський хутір;
- Мартинівка, село;
- Махнівка, село;
- Фастівці, село.

У Рум'янцевському описі 1765-1769 відсутнє містечко Біловежі, оскільки в цей час воно вже було заселене колоністами з Німеччини.